# Adriano hits
Adriano hits è una compilation di Adriano Celentano pubblicata nel 1970.

## Storia
Si tratta della sua quarta raccolta di successi, pubblicata ad appena un anno di distanza dal precedente, Pioggia di successi. L'album vede la prima apparizione su LP dei lati A di due singoli pubblicati nello stesso anno, Chi non lavora non fa l'amore e Viola. Quest'ultima, insieme ad Azzurro, viene riproposta con arrangiamento leggermente variato rispetto alla versione su 45 giri.

## Tracce
1. Viola
2. Azzurro
3. Storia d'amore
4. Chi non lavora non fa l'amore
5. La coppia più bella del mondo
6. Il ragazzo della via Gluck
7. Il tangaccio
8. Grazie, prego, scusi
9. Mondo in Mi 7a
10. Pregherò
11. Stai lontana da me
12. Chi ce l'ha con me